# Cruit Island
Cruit Island (iriska: An Chruit) är en ö i republiken Irland.   Den ligger i grevskapet County Donegal och provinsen Ulster, i den norra delen av landet, 230 km nordväst om huvudstaden Dublin. Arean är 3,9 kvadratkilometer.
Terrängen på Cruit Island är mycket platt. Öns högsta punkt är 24 meter över havet. Den sträcker sig 4,8 kilometer i nord-sydlig riktning, och 2,2 kilometer i öst-västlig riktning.  Trakten runt Cruit Island består i huvudsak av gräsmarker.